# Tajemniczy rozmówca
Tajemniczy rozmówca (ang. The Caller) – amerykański thriller z 2008 roku w reżyserii Richarda Ledesa.

## Fabuła
Jimmy Stevens (Frank Langella) stoi na czele międzynarodowego koncernu energetycznego. Pewnego dnia zdobywa dowody obciążające pracowników firmy, którzy dopuszczają się korupcji w Ameryce Południowej. Chce ujawnić sensacyjne dokumenty. Obawiając się o życie, wynajmuje prywatnego detektywa.

## Obsada
- Frank Langella jako Jimmy Stevens
- Elliott Gould jako Frank Turlotte
- Laura Harring jako Eileen
- Corey Johnson jako Paul Winsail
- Edoardo Ballerini jako Teddy
- Helen Stenborg jako matka Jimmy’ego